# Tripolium sorrentinoi
L'astro di Sorrentino (Tripolium sorrentinoi (Tod.) Raimondo & Greuter, 2005) è una pianta appartenente alla famiglia delle Asteraceae, endemica della Sicilia.

## Descrizione
È una pianta perenne camefita suffruticosa, alta circa 40 cm.
Ha foglie lanceolate o subspatolate, con bordo dentellato.
Presenta infiorescenze a capolino, del diametro di 1-1.5 cm, con fiori esterni ligulati, di colore viola-pallido e fiori centrali gialli. Fiorisce da giugno a novembre.
I frutti sono acheni dotati di una appendice piumosa e leggera (pappo) di colore giallastro.

## Distribuzione e habitat
La specie, descritta già alla fine del XIX secolo, nei pressi di Palazzo Adriano (locus classicus) era successivamente scomparsa, tanto da far ritenere che si fosse estinta. Nel 1979 una popolazione è stata individuata sulle Madonie (Castellana Sicula, Petralia). Successivamente la sua presenza è segnalata in diversi altri siti quali Rocca Busambra, Rocche di Rao, Bosco Rifesi, Burgio, Bivona, San Biagio Platani, Maccalube di Aragona, Monte Conca, Monte Quacella, Monte dei Cervi, Pizzo Carbonara, Monte Ferro, Pizzo Otiero,  Bosco di S. Adriano.
Cresce su terreni argillosi umidi, ad altitudini comprese tra 300 e 1000 m s.l.m.

## Conservazione
La specie è inserita nella Direttiva Habitat 92/43/CEE (allegato II) . La Lista rossa della Flora Italiana classifica A. sorrentinii come specie vulnerabile .